# ميكائيل روسين
ميكائيل روسين (بالسويدية: Mikael Rosén)‏ هو لاعب كرة قدم سويدي في مركز الدفاع، ولد في 15 أغسطس 1974 في السويد. شارك مع منتخب السويد لكرة القدم. أما مع النوادي، فقد لعب مع نادي فيبورج ونادي هالمستاد ونادي هلسينغبورغ.

## وصلات خارجية
- ميكائيل روسين على موقع اتحاد السويد (السويدية)
- ميكائيل روسين على موقع قاعدة بيانات كرة القدم.إي يو (الإنجليزية)
- ميكائيل روسين على موقع ناشيونال فوتبول تيمز (الإنجليزية)